# Districtul Szentlőrinc
Szentlőrinc (în maghiară Szentlőrinci járás) este un district în județul Baranya, Ungaria.
Districtul are o suprafață de 282,43 km2 și o populație de  locuitori (2013).